# Margaret Russell (Alchemistin)

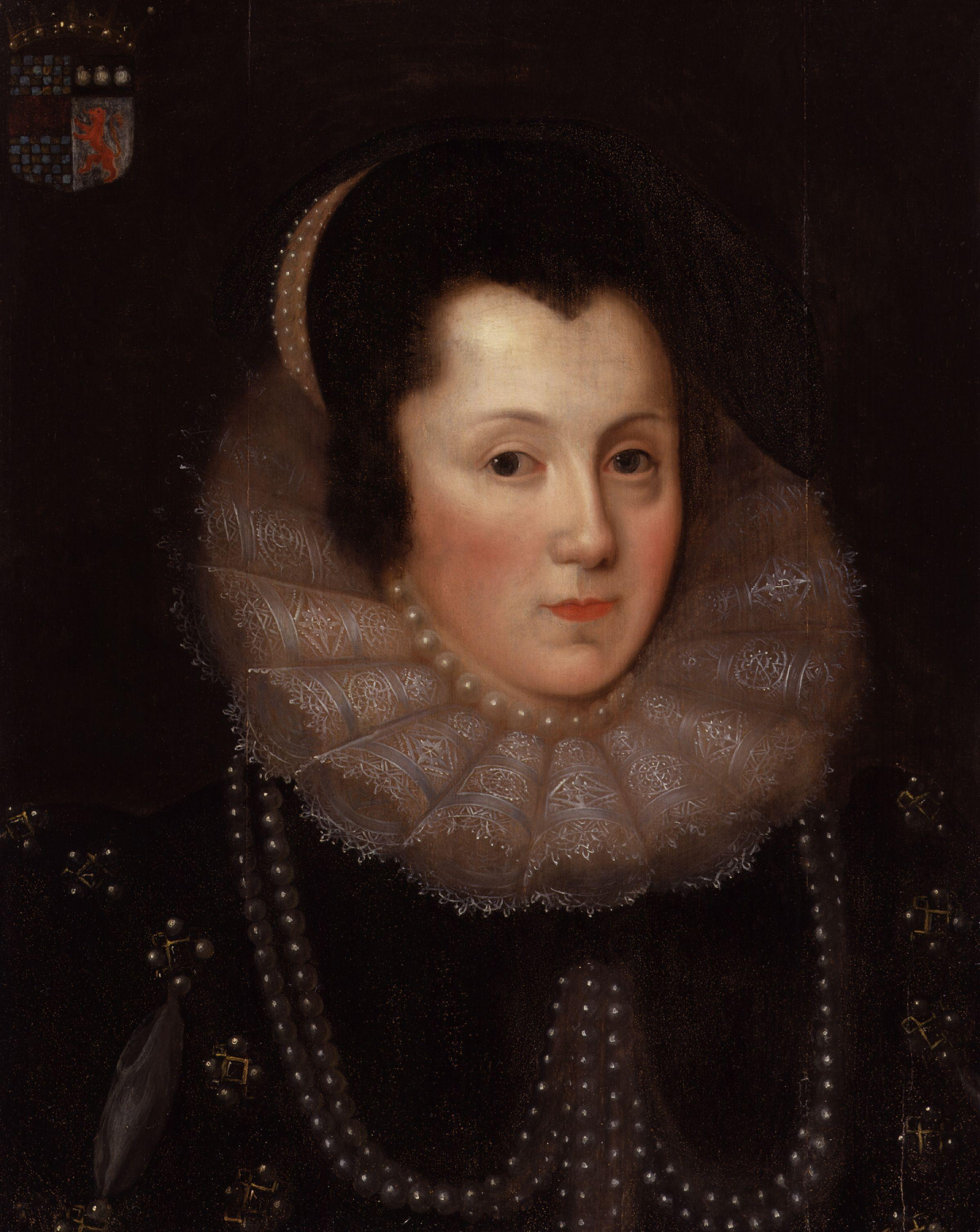
Margaret, Countess of Cumberland

Lady Margaret Russell (durch Ehe Margaret Clifford, Countess of Cumberland; * 7. Juli 1560 in Exeter; † 24. Mai 1616 in Brougham Castle, Westmorland) war eine englische Adlige und Alchemistin. Sie ist nicht zu verwechseln mit ihrer Schwägerin Margaret Clifford, Countess of Derby.

## Leben
Sie wurde als jüngstes Kind von Francis Russell, 2. Earl of Bedford und von Margaret, einer Tochter von Sir John St John aus Bletsoe geboren. Nachdem ihre Mutter 1562 gestorben war, wuchs sie die nächsten sieben Jahre bei ihrer Tante Mrs Elmes in Lilford Hall in Northamptonshire und später in Woburn auf. Diese sorgte für eine umfangreiche Erziehung und Bildung.
Am 24. Juni 1577 heiratete sie in der St-Saviour-Kirche in Southwark George Clifford, 3. Earl of Cumberland, der ein Mündel ihres Vaters war. Ihr Mann erwiderte jedoch ihre Zuneigung nicht, und wegen seines verschwenderischen Lebensstils und seiner ehelichen Untreue wurde die Ehe 1600 geschieden. Dazu starben ihre beiden Söhne noch im Kindesalter, so dass Margaret Clifford schließlich auf das Wohlwollen ihres einzigen überlebenden Kindes, ihrer Tochter Anne Clifford, angewiesen war, bei der sie lebte.

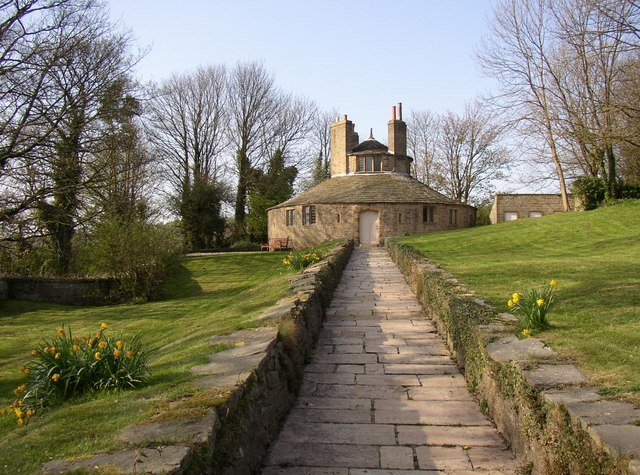
Das von Margaret Russell gestiftete Beamsley Hospital

Margaret war eine außerordentlich religiöse, dabei streng puritanische Frau. Von ihrem Wohnsitz Skipton Castle in Yorkshire förderte sie die Verbreitung ihres Glaubens und gründete 1593 Beamsley Hospital bei Skipton als Hospital für Witwen. Sie förderte die Übersetzung von Büchern und Schriften, besonders von puritanischen Autoren. Der Schriftsteller Samuel Daniel und vielleicht auch Fulke Greville griffen ihre Scheidung in Gedichten auf. Emilia Lanier pries ihre Frömmigkeit. Dabei war Margaret jedoch auch außerordentlich an praktischen wie intellektuellen Fragen interessiert, sie betrieb selbst Alchemie und experimentierte mit Medikamenten. Sie investierte in ein Bleibergwerk in Craven und in die Verhüttung von Eisen, dazu investierte sie wie ihr ehemaliger Ehemann in die neu gegründete East India Company. Als ihr 1605 verstorbener Exmann sie zugunsten seines Bruders Francis Clifford, 4. Earl of Cumberland als Erbin ausschließen wollte, gelang es ihr, mit Hilfe des Antiquars St Loe Kniveton Belege zusammentragen, mit dem sie vor Gericht ihren Erbteil einfordern konnte. Ihre Tochter Anne, die in erster Ehe Richard Sackville, 3. Earl of Dorset und nach dessen Tod Philip Herbert, 4. Earl of Pembroke geheiratet hatte, erhob einen Anspruch auf den Titel Baroness de Clifford, der ihr schließlich 1649 zugestanden wurde. Die Belege und Aufzeichnungen von Margaret bildeten die Grundlage der Chronik der Familie Clifford, die ihre Tochter später herausgab. Margaret wurde in der Kirche von Appleby begraben, wo ihre Tochter ein vermutlich von Maximilian Coult gefertigtes Grabdenkmal für sie aufstellen ließ.
Zu ihrem Andenken errichtete ihre Tochter 1656 an der Stelle, wo sie sich letztmals sahen, die Countess Pillar, eine Gedenksäule an der Straße zwischen Penrith und Appleby.

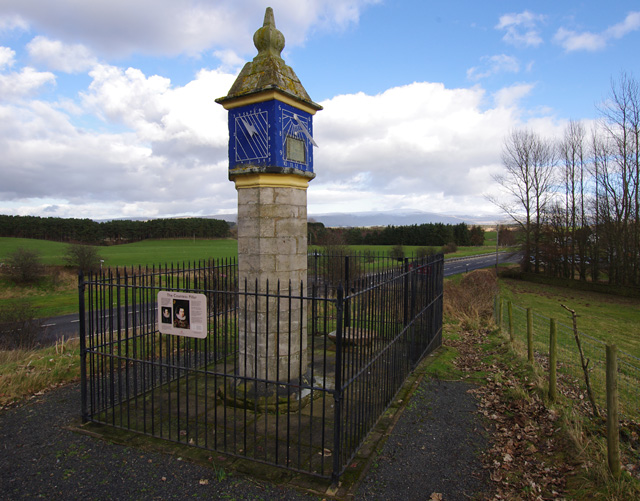
Die Countess Pillar bei Brougham